# Побєдоносцев Олександр Вікторович
Олександр Вікторович Побєдоносцев (19 листопада 1981, м. Київ, СРСР) — український хокеїст, захисник.

## Кар'єра
Виступав за «Сокіл» (Київ), ХК «Київ», «Олімпія» (Кірово-Чепецьк), «Хімволокно» (Могильов), ХК «Гомель», «Донбас» (Донецьк), «Беркут» (Київ), «Титан» (Клин), «Бейбарис» (Атирау), «Іртиш» (Павлодар), «Дженералз» (Київ).
У складі національної збірної України провів 43 матча (4+8); учасник чемпіонатів світу 2005, 2007, 2008 (дивізіон I), 2009 (дивізіон I), 2010 (дивізіон I) і 2011 (дивізіон I). У складі молодіжної збірної України учасник чемпіонатів світу 2000 і 2001 (дивізіон I). У складі юніорської збірної України учасник чемпіонату світу 1999.
Досягнення
- Чемпіон України (2003, 2009).